# 宮内一公
宮内 一公（みやうち かずひろ、1956年8月19日 - ）は、日本の自動車技術者、実業家。トヨタ自動車執行役員トヨタコンパクトカーカンパニープレジデント、トヨタ自動車東日本代表取締役会長、東北経済連合会副会長。元日本自動車車体工業会会長。

## 人物・経歴
三重県出身。1980年名古屋工業大学機械工学科卒業、トヨタ自動車工業入社。吉田守孝副社長は同期入社。2001年新車進行管理部部長。2003年トヨタ モーター マニュファクチャリング ノース アメリカ出向。2008年グローバル調達推進部部長。2009年常務役員。2011年トヨタ モーター エンジニアリング アンドマニュファクチャリング ノース アメリカ執行副社長。
同年トヨタモーターノースアメリカ上級副社長。2013年生産管理本部本部長。2014年商品・事業企画部統括。2015年専務役員。2016年からToyota Compact Car Company Presidentを務め、不採算部門であるコンパクトカーのコスト管理などにあたった。
2019年トヨタ自動車執行役員。同年からトヨタ自動車東日本代表取締役社長も兼務し、生産体制の統合などにあたった。日本自動車車体工業会副会長を経て、2021年日本自動車車体工業会会長、2023年トヨタ自動車東日本代表取締役会長、東北経済連合会副会長。